# Cindy Montambault
Cindy Montambault (ur. 11 marca 1983) – kanadyjska kolarka górska.

## Kariera
Największy sukces w karierze Cindy Montambault osiągnęła 8 sierpnia 2014 roku, kiedy zajęła trzecie miejsce w zawodach Pucharu Świata w kolarstwie górskim w Windham. Wyprzedziły ją tam tylko Szwedka Jenny Rissveds oraz Kathrin Stirnemann ze Szwajcarii. W sezonie 2014 nie stawała już na podium i w klasyfikacji końcowej zajęła ostatecznie czternaste miejsce. Nigdy nie wystąpiła na mistrzostwach świata.